# Eemil Linna
Kustaa Eemil Linna (Pälkäne), 17 de janeiro de 1876 – Tampere, 10 de janeiro de 1951) foi um fazendeiro e político finlandês, que serviu como ministro da agricultura e dos transportes e obras públicas. Era um dos principais representantes da ala agrícola e membro do parlamento.